# Martin Donnelly
Martin Donnelly (n. 26 martie 1964, Belfast) este un fost pilot britanic de Formula 1 care a evoluat în Campionatul Mondial între anii 1989 și 1990. Martin și-a încheiat cariera în motor sport în urma unui grav accident petrecut în antrenamentele cursei din Spania în sezonul de Formula 1 din 1990.

## Cariera în Formula 1
| Sezon | Echipă                          | Puncte      | Loc clasament general |
| ----- | ------------------------------- | ----------- | --------------------- |
| 1988  | Camel Team Lotus Honda          | Pilot teste | -                     |
| 1989  | Arrows Grand Prix International | 0           | -                     |
| 1990  | Camel Team Lotus                | 0           | -                     |